# Selecció femenina de futbol del País Basc
La selecció femenina de futbol del País Basc (oficialment, en basc, Euskal Herriko emakumezkoen futbol selekzioa) és considerada la selecció nacional del País Basc. Està organitzada per la Federació Basca de Futbol (Euskadiko Futbol Federakundea). No està afiliada a la FIFA ni a la UEFA i, per la qual cosa només pot disputar partits amistosos.

## Partits i resultats
Llegenda
      Victòria       Empat       Derrota       Anulat o posposat
| 2 setembre 2006 | País Basc                | 2–4     | Argentina                                   | Irun                       |  |
| 18:15           | Del Ama 33' · Azagra 45' | Informe | Gómez 20', 85' · Ferretti 66' · Potassa 70' | Stadium Gal · Pérez Lasa · |  |

| 6 abril 2007 | Argentina                                            | 4–2     | País Basc                    | Buenos Aires            |  |
| 16:00        | Potassa 12' · Ojeda 17' · Coronel 60' · Vallejos 85' | Informe | Rodríguez 63' · Ferreira 75' | Estadio Juan Pasquale · |  |

| 21 juny 2008 | País Basc                      | 2–1     | Xile sub-20 | Irun                            |  |
| 18:30        | Nekane Díez 63' · Iturregi 85' | Informe | Quezada 46' | Stadium Gal · Bikandi Garrido · |  |

| 23 juny 2012 | País Basc | 1–0 | Eslovàquia | Sant Sebastià                |  |
|              | Orueta 8' |     |            | Anoeta · 7,000 espectadors · |  |

| 5 octubre 2014 | País Basc         | 2-0     | República d'Irlanda | Azpeitia                                              |  |
| 18:00          | Beristain 13' 39' | Informe |                     | Garmendipe · 1.500 espectadors · Gorka Sagués Oscoz · |  |

| 27 desembre 2014       | País Basc    | 1-1     | Catalunya      | Barakaldo                                        |  |
| 18:30 Trofeu Centenari | Cirauqui 18' | Informe | 6' Olga García | Lasesarre · 2.000 espectadors · Carlos Arriola · |  |

| 23 maig 2015 | Estònia | 0–5     | País Basc                                  | Tallinn                              |  |
| 14:00        |         | Informe | 2' 6' Arraiza · 11' Díez · 35' 71' Encinas | Le Coq Arena · Kristo Kulljastinen · |  |

| 26 desembre 2015                                  | Catalunya                                         | 1–1             | País Basc                          | Barcelona                                         |                                    |
| 18:45 Trofeu Centenari                            | Corredera 90+1'                                   | Informe         | 75' Beristain                      | Mini Estadi · 4,106 espectadors · Rebollo López · |                                    |
|                                                   |                                                   | Tanda de penals |                                    |                                                   |                                    |
| Serna · Putellas · Mendoza · Corredera · Carreras | Serna · Putellas · Mendoza · Corredera · Carreras | 3–4             | Beristain · Lareo · Corres · Baños | Beristain · Lareo · Corres · Baños                | Beristain · Lareo · Corres · Baños |

| 26 novembre 2016 | República d'Irlanda     | 2–1     | País Basc  | Dublin                           |  |
| 15:30            | Roche 26' · Kiernan 52' | Informe | 33' Corres | Tallaght Stadium · Paula Brady · |  |

| 25 novembre 2017 | País Basc                 | 2–1     | República Txeca | Eibar                                          |  |
| 17:00            | Vázquez 8' · Nahikari 49' | Informe | 66' Bartoňová   | Ipurua · 1,800 espectadors · Beatriz Arregui · |  |

| 21 febrer 2021 | República Txeca | cancel·lat COV | País Basc | Praga |  |
|                |                 |                |           |       |  |

### Copa Internacional Femenina del País Basc 2021
| 11 abril 2021 | País Basc | 1–0     | Argentina | Sant Sebastià                                |  |
| 12:10         | Corres 4' | Informe |           | Campo José Luis Orbegozo · Beatriz Arregui · |  |

| 11 abril 2021 | País Basc | 0–0     | Veneçuela | Sant Sebastià                             |  |
| 13:20         |           | Informe |           | Campo José Luis Orbegozo · Olatz Rivera · |  |

Font:

## Cos tècnic

### Cos tècnic actual
| Posició              | Nom              |
| -------------------- | ---------------- |
| Entrenador principal | Íñigo Juaristi   |
| Entrenador ajudant   | Aintzane Encinas |
| Entrenador ajudant   | Iraia Iturregi   |

### Antics entrenadors
A 7 de juliol de 2021
| Entrenador/a                        | Inici           | Final         | Registre | Registre | Registre | Registre | Registre | Registre | Registre | Registre   |
| Entrenador/a                        | Inici           | Final         | Part.    | V        | E        | D        | GF       | GC       | GD       | Victòria % |
| ----------------------------------- | --------------- | ------------- | -------- | -------- | -------- | -------- | -------- | -------- | -------- | ---------- |
| Sebastián Martija                   | 2006            | 2007          | 2        | 0        | 0        | 2        | 4        | 8        | −4       | 0.00       |
| Arantza del Puerto                  | 2008            | 2008          | 1        | 1        | 0        | 0        | 2        | 1        | +1       | 100.00     |
| Iñigo Juaristi i Garbiñe Etxeberria | 2012            | 2012          | 1        | 1        | 0        | 0        | 1        | 0        | +1       | 100.00     |
| José Álvarez i Sergio Rivera        | 2014            | juny 2015     | 3        | 2        | 1        | 0        | 8        | 1        | +7       | 66.67      |
| Juan José Arregi                    | setembre 2015   | desembre 2016 | 2        | 0        | 1        | 1        | 2        | 3        | −1       | 0.00       |
| Iñigo Juaristi                      | 25 octubre 2017 | present       | 1        | 1        | 0        | 0        | 2        | 1        | +1       | 100.00     |
| Total                               | Total           | Total         | 10       | 5        | 2        | 3        | 19       | 14       | +5       | 50.00      |

## Jugadores
| Àlaba | Biscaia | Gipúscoa | Lapdurdi | Baixa Navarra | Navarra | Zuberoa |

### Jugadores destacades
Jugadores basques que representaven equips internacionals de la FIFA
| - Nagore Alberdi - Idoia Álvarez - Angeles Arizeta - Eunate Arraiza - Elisabeth Artola - Uxue Astiz - Ana María Astobieta - María Paz Azagra - Ainhoa Bakero - Itziar Bakero - Ane Bergara - Miren Agurtzane Berdegue | - Camino Berrozpe - Itziar Canellada - Elixabete Capa - Maider Castillo - Palmira Chivite - Damaris Egurrola - Nerea Eizagirre - Miriam Erkizia - Gurutze Fernández - Eba Ferreira - Joana Flaviano - Sorkunde Garate | - Beatriz García - Lucía García - Nahikari García - María Ángeles Gil - Vanesa Gimbert - Arrate Gisasola - Arantxa Gómez - Arantza Gondra - Itziar Gurrutxaga - Elixabet Ibarra - Begoña Iriarte - Iraia Iturregi | - Begoña Jauregi - Aitziber Juaristi - Paula Kasares - Leire Landa - Manuela Lareo - María Pilar Legarra - Maitane López - Tamara López - Yolanda Mateos - Amaia Medioroz - Carolina Miranda - Marta Moreno | - Maite Muguruza - Irune Murua - Lydia Muruzabal - Lierni Oiaga - Amaia Olabarrieta - Maite Oroz - Marta Ozkoidi - Laura Pardo - Irene Paredes - Virginia Pérez - Ana Pozo - Arantza del Puerto | - María Asunción Quiñones - Vanessa Rodríguez - Ana Ruiz - Mariatxi Sánchez - Idoia Sarasa - Amaiur Sarriegi - Natalia Seijo - Ainhoa Tirapu - Nerea Urkola - Erika Vázquez - Ainhoa Vicente - Nuria Zufia |